# Ilyushin Il-46
Ilyushin Il-46 là một loại máy bay ném bom phản lực được chế tạo tại Liên Xô đầu thập niên 1950.

## Biến thể
- Il-46
- Il-46S

## Tính năng kỹ chiến thuật (Il-46)
Dữ liệu lấy từ Gordon 2004, 150
Đặc điểm tổng quát
- Kíp lái: 3
- Chiều dài: 25.325 m (83 ft 1 in)
- Sải cánh: 29 m (95 ft 1 in)
- Diện tích cánh: 105 m2 (1,130.3 ft2)
- Trọng lượng rỗng: 26.300 kg (57.991 lb)
- Trọng lượng có tải: 52.425 kg (115.597 lb)
- Động cơ: 2 × Lyul'ka AL-5, lực đẩy 49,05 kN (11.025 lbf) mỗi chiêc mỗi chiếc

Hiệu suất bay
- Vận tốc cực đại: 928 km/h (527 mph)
- Tầm bay: 4.845 km (3.011 dặm)
- Trần bay: 12.700 m ( ft)
- Vận tốc lên cao: 12,25 m/s (2.412,4 ft/phút)

Vũ khí trang bị
- 3.000 kg bom (thường)
- 6.000 kg bom (tối đa)
- 2 x pháo 23 mm Nudelman-Rikhter NR-23
- 2 x pháo 23 mm Nudelman-Rikhter NR-23